# Robin Staaf
Robin Staaf, född 26 september 1986 i Helsingborg, är en svensk före detta fotbollsspelare som under sin karriär bland annat spelade för Örebro SK och Ängelholms FF. Han är sedan 2018 tränare för Hittarps IK.

## Karriär
Robin Staaf kom till Örebro SK från Ramlösa Södra i juni 2008. Efter en lyckad start efter övergången till ÖSK fick han smeknamnet Mål-Göran. Dock så fick han efter en tid problem men en ljumske och var borta första halvan av  Allsvenskan 2009. Under andra halvan av säsongen 2010 lånade Örebro ut Robin till Ängelholms FF.
I januari 2012 skrev Staaf på ett två-års kontrakt för Ängelholm. Inför säsongen 2014 förlängdes kontraktet med två år.
Inför säsongen 2016 meddelade den lokala Helsingborgsklubben Hittarps IK att de var överens med Staaf om säsongen 2016. Han hade kontrakt med Hittarps IK säsongen 2017. Inför säsongen 2018 blev han istället tränare för Hittarp.